# Geniculifera paucispora
Geniculifera paucispora är en svampart som först beskrevs av R.C. Cooke, och fick sitt nu gällande namn av Rifai 1975. Geniculifera paucispora ingår i släktet Geniculifera och familjen vaxskålar.   Inga underarter finns listade i Catalogue of Life.